# アリウス派
アリウス派（アリウスは、コイネー: Ἀρειανισμός）は、アレクサンドリアの司祭、アリウス（古典ギリシア語表記でアレイオス、250年頃 - 336年頃）とその追随者の集団を指す。この派の名前は、この教義を提唱したアリウスの名前に由来している。325年に開かれた第1ニカイア公会議においてニカイア派（アタナシオス派）と対峙し、ニカイア派を主導するアレクサンドリアの主教アレクサンドロスによって弾劾・破門されたが、アリウス派はゲルマン人への布教により、教団としてはその後も200年ほど存続した。
集団は「アリウス派」と呼ばれ、その主張内容は「アリウス主義」（羅: Arianismus、英: Arianism）として知られており、この教義の本質であるイエスは被造物である、という考え方はアリウスに起因している。

## 概説
アリウス主義の教義に含まれている、キリストの神性を父なる神よりも下位に置くキリスト従属説は、アリウスが最初に主張を始めたわけではなく、ユスティノスやオリゲネスなど、護教教父たちも教えていたものである。
だからといって、護教教父たちが、アリウスと同じ従属説を認識していたのではない。護教教父たちは、子は父に従属はするが、「子が父と本性的に同等なものである」ことも主張していた。アリウスは従属説を極端に推し進めた。その結果生じたのが、イエスは被造物である、という考えである。
このアリウスの思想は「アンティオケイアのイグナティオスとテルトゥリアヌスがすでに表現していた教会の基本的理解、つまりイエスは真なる神であると同時に人間であるという理解から逸脱」していた。
これに近い思想を持つ人物としてはサモサタのパウロスが挙げられるが、アリウスの教説は彼の師であった神学者、アンティオキアのルキアノス（サモサタ出身、240以前-312年）から継承されたものと言われる（ただしルキアノスは殉教したことにより列聖され、カトリック教会および正教会において聖人として崇敬されている）。

## 主張内容

### アリウス派の主張
アリウス派の主張内容については、「イエス・キリストの神性を否定した」とも、あるいは「イエス・キリストは神的であるとは言おうとしていたが、その神性は神の養子とされたことによる」とも、「イエス・キリストの人性を主張し、三位一体説を退けた」とも言われる。
ただし、「人性の主張」との要約についてはやや正確さを欠くもので、アリウス派と対峙したニカイア派（アタナシウス派）も、イエスの神性と人性の両方を認めている。また、アリウスはキリストの先在性(マリアによる出産以前から、また万物の創造以前から、キリストが自立存在として存在したこと)を認めている。
さらに、「神性を否定した」については、正統派の立場から見た場合の話で、先述のように「神的であるとは言おうとしていた」と評される事もあり、議論が分かれる。アリウス自身はキリストを「ロゴスなる神」「独り子なる神」として言及している。このように、アリウスと正統派の違いは当事者以外にとっては論点を捉えにくい微妙な問題である。
そこで彼らの主張を理解するためには、アリウスとアタナシウスの主張の違いよりも、まず双方の共通認識に注目する必要がある。
彼らに共通する認識で重要なものは神による「無からの（万物の）創造」の教義であった。アリウスもアタナシウスも「無からの創造」の教義をきわめて明確な形で持っていた。「無からの創造」の教義は異教哲学のまったく知らないものであり、しかも、初期キリスト教神学のなかで徐々に漠然とした仕方で現れて来たものであり、それはきわめて驚くべきことであった。「無からの創造」の教義は彼らにとって、神と被造物の間には完全な断絶があることを意味していたからである。神と世界の間には、両者を媒介するどのような領域も存在しないのである。
これ以前の初期のキリスト教徒たちは、神と世界との関係についての理解を定式化する試みに際し、ある中間領域を設定して、これを神のロゴスと同一視していた。ところがもはや、このような中間領域は認められなくなってしまった。
アリウス論争において提示されたのは、このような状況のなかで神と世界との関係をいかに考えなおすか、ということだったのである。そして、この再考の結果は劇的な結果をもたらした。主教アレクサンドロスやアタナシウスが神のロゴス（キリスト）を厳密な意味で神の領域に帰したのに対し、ルキアノスやアリウスはロゴス（キリスト）を被造物の領域に帰したのである。
このような考え方から、キリストを「被造物から神への養子」と考える「養子論的従属説」は生まれた。養子としての神、あるいは神格は被造性を持った神格となる。このことからアリウス主義はキリストの被造性、つまり「イエスは父なる神から生まれたのではなく、父によって創造された」と主張することにその本質があることがわかる。キリストの被造性を主張することには、当然その永遠性を否定することも含まれる。そして、神の被造物たるイエスは、神から直接創造された被造物であり、他の被造物はキリストを介して創造された、とアリウス派は理解している。

### アリウスの教義の問題点
先に述べられているように、アリウスの思想は正統派教会の基本的理解から逸脱している。アリウスの教義によって、長い間隠れていた従属説の潜在的な危険が表面化した。さらに、この見解は、従属主義の極端な見解に位置し、新しい多神教の形に繋がる要素があった。
正統派の教義からするとアリウスの教義には矛盾があるとされる。
第一に、多神教の形になる要素を持っている。
第二に、神は不変だと聖書は語っているが、イエスが被造物である場合、父なる神はずっと父ではなかったことになる。何故なら、父なる神はイエスを生み出して初めて「父」になれるのである。
アリウスの立場に同情的だったエウセビオスも、アリウスの教義の本質であるイエスは「造られた」という主張には断固反対していた。

### ニカイア派
なお、アリウス派と対峙した、いわゆる正統派となった派を「アタナシオス派」（もしくはラテン語から転写して「アタナシウス派」）と呼ぶ例が高校世界史で一般的であるが、こちらの派もアタナシオスが創始したわけではない。実際、初期にアリウスと対峙し、アリウスを破門したのはアレクサンドリアの主教アレクサンドロスである。そのため、専門書では、いわゆるアタナシオス派はニカイア信条から名をとって「ニカイア派」と呼ばれる。

### 比較
アリウス派の主張内容と、ニカイア派（アタナシオス派）の主張を、以下の表で比較する。
| アリウス派の主張 | ニカイア派（アタナシオス派）の主張 |
| 救い主の神性は本性によるのではなく、養子とされたことによる。                                                                               | 「子」（子なる神、ロゴス、イエス・キリスト）は完全に永遠に神である。 |
| 「子」は二番目の、もしくは（「父」より）劣った神である。                                                                                   | 「子」（子なる神、ロゴス、イエス・キリスト）は完全に永遠に神である。 |
| イエスにおいて受肉したロゴスは被造物であった。                                                                                             | 「子」（子なる神、ロゴス、イエス・キリスト）は完全に永遠に神である。 |
| ロゴスは全被造物よりも前に、最初に無から創られた被造物である。このロゴスを通じて神は全被造物世界を創ったが、それでもロゴスは被造物である。 | 「子」（子なる神、ロゴス、イエス・キリスト）は完全に永遠に神である。 |
| スローガン「御子が存在しない時があった」                                                                                                   | 「子」（子なる神、ロゴス、イエス・キリスト）は完全に永遠に神である。 |
| 唯一神観を強調する。「父」の位格と「子」の位格は互いにその本質を異にする（ヘテロウーシオス）。                                             | 神は、一つの本質（希: ουσία、ウーシア, 羅: substantia）と、「父なる神」・「ロゴス」(λόγος) である子なる神（イエス・キリスト）・および「聖霊（聖神）」の三つの位格（希: υπόστασις、ヒュポスタシス, 羅: persona）において、永遠に存在する。 |

## 歴史
アリウス派と呼ばれる（いわゆる正統派からみた場合のいわゆる）異端、もしくは神学的誤謬の登場は、ローマ帝国において迫害が停止した後の最初の大規模な神学論争のきっかけとなった。
アリウス派の思想は、第1ニカイア公会議（第一全地公会、325年）で否定されたが、その後もアリウス派を巡る議論は収まることなく継続した。アリウス派はその後、三つの派に分裂し半アリウス主義と呼ばれる主張も登場したが、それらの中のある者はニカイア派と和解が成立し、ある者は決裂を迎えた。
アリウス派は第1コンスタンティノポリス公会議（第二全地公会、381年）でエウノミオス派（アノモイオス派、非類似派）、プネウマトマコイ派（マケドニオス主義、聖霊神性否定論）、サベリウス派、アポリナリオス派などの異説と共に再び否定された。
西ローマ帝国領、東ローマ帝国領のアリウス派は国法で禁じられ、「正統派」（ニカイア派）へ合流していった。しかし、それ以前にアリウス派の元で学び、ニコメディアのエウセビオスによって主教に叙階されたゴート人のウルフィラスはすでにゴート族の間にキリスト教を布教していた。彼はゴート文字を考案し、聖書をゴート語に翻訳した。そしてその後、彼の弟子たちが広くゲルマン系諸民族に布教して行った。こうしてアリウス派はゲルマン民族の間で、その後も約200年にわたり存続することになる。
東ゴート族は553年まで、西ゴート族は589年のトレド教会会議まで、ヴァンダル族は530年頃まで、ブルグント族は534年フランク王国に統合されるまで、イタリアのロンゴバルド族は7世紀中ごろまで、それぞれアリウス派であった。

## アリウス同情派三派

### 分裂
アタナシオスはその生涯に五回の追放刑を受けたが、第二回追放の帰還から第三回追放までの十年間（346-356）はニカイア派にとって平和な期間であった。ところが、ニカイア派の保護者コンスタンス帝が帝位簒奪者マグネンティウス（在位：350-353）によって殺され、さらにアリウス同情派のコンスタンティウス帝（在位：337-361）がマグネンティウスを滅ぼして天下を統一すると万事が逆転してきた。アリウス派の指導者ムルサのウァレンスとコンスタンティウス帝が結び合ってニカイア派の指導者を次々と追放し、アリウス主義が再興された。そしてアタナシオスの第三回追放後の357年頃からアリウス同情派はそれぞれの主張の違いから三派に分かれていった。

### アノモイオス派（非類似派）
「父と子は本性において非類似である」と主張する。アリウスが示唆した方向にその教説を発展させたアリウス以上の過激的アリウス主義者の一団である。創始者はアエティオス（-367年）であり、その弟子キュジコスのエウノミオス（在位：360-364）が大成者である。他にムルサのウァレンス、シンギドゥヌムのウルサキウス、コンスタンティノポリス主教のエウドクシオス（在位：360-370）等がいる。

### ホモイウシオス派（類似本質派）
「子は父と本質において類似している」と主張する。半アリウス派とも呼ばれる。アタナシオス、ポワティエのヒラリウス、カパドキア教父の働きかけによって、この派の多くは後にニカイア正統派に合流した。この派には、アンキュラのバシレイオス（在位：336-360）、エルサレムのキュリロス（在位：348/9-386）、セバステのエウスタティオス（在位：357-380）、キュジコスのエレウシオス、ラオディケイアのゲオルギオス等がいる。コンスタンティウス帝も一時期、ホモイウシオス派に傾いていた。
この派の一部は「聖霊は被造物である」と主張する聖霊被造論を主張しプネウマトマコイ派と呼ばれ、後にマケドニオス派とも呼ばれた。「プネウマトマコイ」は「聖霊に対して戦う人々」を意味する。

### ホモイオス派（類似派）
本質（ウーシア）という言葉を避け「父と子はあらゆることにおいて類似している」あるいは単に「父と子は類似している」と極めて漠然と主張する。思想的には非類似派に近い。アカキオス（在位：339/40-364/68）がその主唱者であり、アカキオス派とも呼ばれる。この派はホモウシオス派（同質派：ニカイア派）を排撃すると共に、ホモイウシオス派（類似本質派）も排撃する。エルサレムのキュリロス、アンキュラのバシレイオス、セバステのエウスタティオスはアカキオスによって主教職を罷免されている。359年から360年にかけてコンスタンティウス帝を抱きこみ、首都コンスタンティノポリスの地方会議（360年）で「コンスタンティノポリス信条（ホモイオン信条）」を確立し、政治的に自派を勝利に導いた。しかし、ユリアヌス帝討伐に向かうコンスタンティウス帝が病没（361年）するとホモイオス派の政治的基盤は崩れていった。

## 他の三位一体否定論との違い
三位一体を否定する考えはアリウス主義の他にもある。例えば様態論（様態論的モナルキア主義）等が挙げられる。
ブリタニカ国際大百科事典によると、「エホバの証人のキリスト論は、父なる神の一致と優越性を支持するため、アリウス主義の一形態である」という。